# Військовий кореспондент (фільм, 2014)
«Військовий кореспондент» (рос. «Военный корреспондент») — російський пропагандистський художній фільм 2014 року режисера Павла Ігнатова.
Події та їх оцінки подаються з точки зору путінської пропаганди.

## Сюжет
2014 рік. Американський журналіст потрапляє в таємну в'язницю СБУ, потім їде в табір біженців в Ростовській області, який бомблять ЗСУ, знайомиться з сепаратистами (хороші хлопці, які охороняють свій будинок), українською армією (збіговисько дезертирів, фашистів і вбивць), спостерігає за систематичним розстрілом мирного населення, фосфорними бомбардуваннями тощо.

## У ролях
- Вольфганг Церни
- Ольга Виниченко
- Алі Алієв
- Ян Цапник
- Максим Щеголєв
- Антон Єрьомін
- Олександр Левчук
- Вітас Ейзенах
- Віталій Таганов
- Геннадій Яковлєв
- Жорж Девдаріані
- Володимир Новицький
- Олег Стручков
- Олександр Шаповалов
- Дмитро Комісаров
- Анна Алфимова
- Євген Орєхов

## Творча група
- Сценарій:
- Режисер: Павло Ігнатов
- Оператор: Юрій Любшин
- Композитор: Сергій Скрипніков